# Starflyer (attractie)

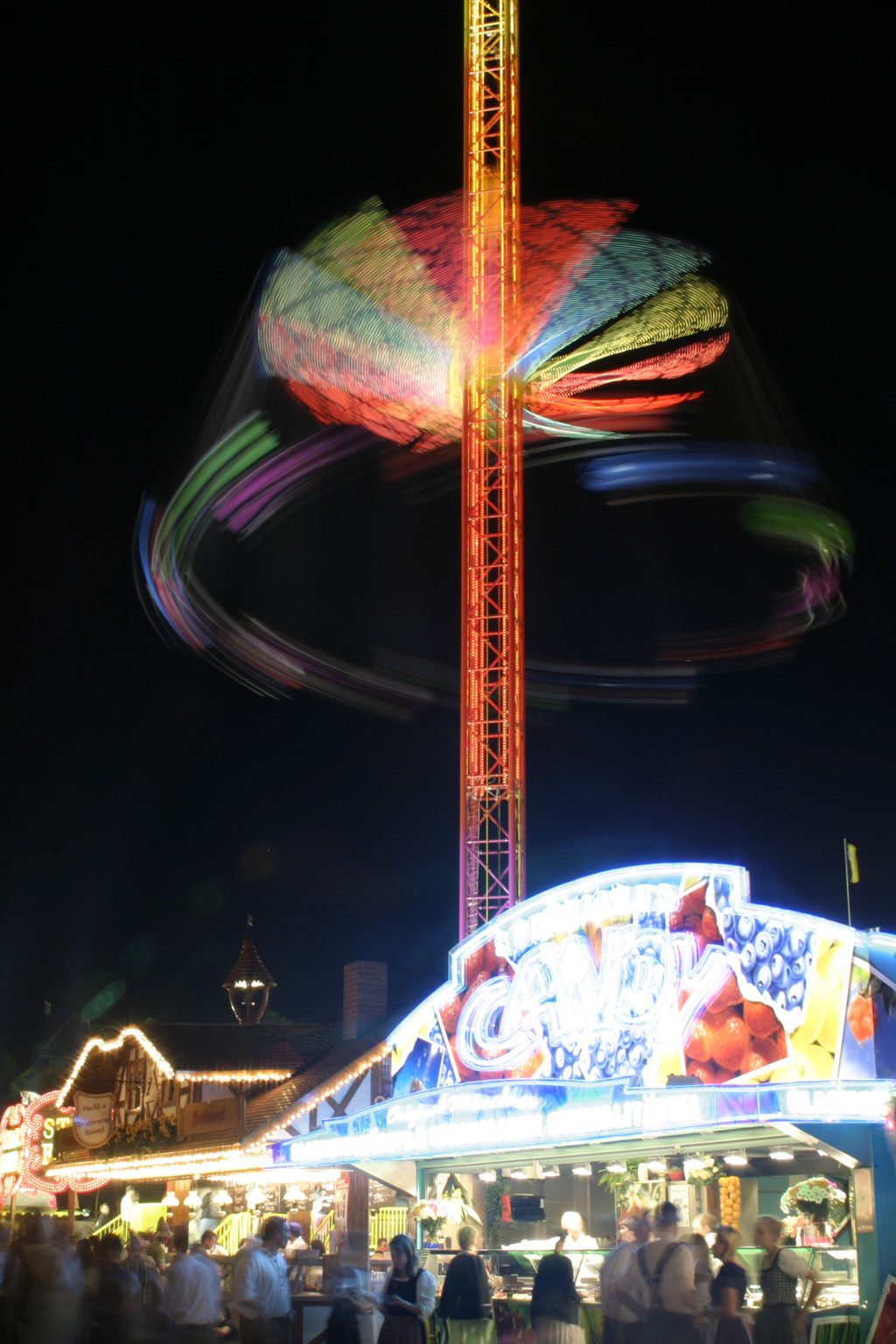
De Starflyer op het Oktoberfest in München 2005, bij nacht.

Een Starflyer of Sky Flyer is een bepaald attractietype dat zowel op kermissen als in pretparken voorkomt. De attractie heeft veel weg van de zweefmolen, met dit verschil, dat de Starflyer een paal is van maximaal 121 meter hoog die de ronddraaiende zitjes omhoog en omlaag takelt.

## Geschiedenis
De attractie is bedacht door Alexander Goetzke. De eerste Starflyer werd gebouwd in 2003 en was 80 meter hoog. In 2004 werd een model verkocht aan het Prater in Wenen. Een model van 80 meter hoog staat in het pretpark Tivoli in Kopenhagen. De hoogste starflyer ter wereld is 142 meter hoog en staat in het Duitse pretpark Skyline Park in Allgäu.
Het kermismodel van 52,1 meter hoog is gebouwd bij de Oostenrijkse firma Funtime en werd geïntroduceerd op het Oktoberfest van 2005 in München. Hier was de attractie met 7000 bezoekers per 14 uur een succes en werd hij in onder meer de Verenigde Staten verkocht.

## Werking
De Starflyer brengt de draaiende molen langzaam tot boven in de paal en vervolgens weer naar beneden. De werking van de rest van de attractie is exact hetzelfde als die van een zweefmolen. De hoogtes van de paal verschillen. Op kermissen komen vooral hoogtes voor van 30 meter en 50 meter, in pretparken staan meestal permanente versies van 70 meter.
Een Starflyer biedt plaats aan 24 mensen, die in 12 zitjes van twee aan twee zitten, de grotere versies bieden plaatsen aan 48 mensen, in 24 dubbele zitjes.
De attractie gaat ongeveer 80 kilometer per uur.

## Vindplaats
Op kermissen zijn de meeste Starflyers vooral in Duitsland te vinden. Verschillende versies gaan ook Nederlandse kermissen af. De attractie is vooral in Europa populair.
Starflyers zijn onder andere te vinden in de volgende pretparken:
- Himmelskibet, in Tivoli, Denemarken
- Lighthouse Tower, in Holiday Park, Duitsland
- Star Flyer, in Allou Fun Park, Griekenland
- StarFlyer, in Magical Midway, Verenigde Staten
- StarFlyer, in Prater, Oostenrijk
- Torre Del Mar, Hansa Park, Duitsland
- Nachtwacht-Flyer, Plopsaland De Panne, België
- Mega Mindy Flyer, Plopsaland Ardennes, België
- Tekkotsu Bancho, Fuji-Q Highland, Japan
- Vertical Swing, Wunderland Kalkar, Duitsland
- Splat-O-Sphere, Movie Park Germany, Duitsland